# Cmentarz Żołnierzy Radzieckich w Krynicy Morskiej
Cmentarz Żołnierzy Radzieckich w Krynicy Morskiej – cmentarz wojskowy w Krynicy Morskiej położony przy ul. Żołnierzy. 
Cmentarz założono w 1945 na powierzchni 312 metrów kwadratowych. W 42 zbiorowych mogiłach złożono 240 żołnierzy radzieckich poległych na terenie Krynicy Morskiej. Spośród 240 pochowanych zidentyfikowano 39 osób. Budowę zakończono 1 listopada 1951. W centralnej części cmentarza ustawiony jest pomnik żołnierza radzieckiego wykonany z piaskowca o wysokości 4,2 metra z napisem: "Chwała bohaterom Armii Radzieckiej" oraz płyta z czarnego granitu z napisem: "Bohaterskim żołnierzom Armii Radzieckiej poległym w walce o oswobodzenie ziemi elbląskiej. Społeczeństwo powiatu elbląskiego". Przy cmentarzu znajduje się latarnia morska. 